# William Giauque
William Francis Giauque (12. maj 1895 - 28. marts 1982) var en amerikansk kemiker, som modtog Nobelprisen i kemi i 1949 for sin forskning stoffers egenskaber tæt ved det absolutte nulpunkt. Han tilbragte næsten hele sin uddannelsesmæssige og professionelle karriere på University of California, Berkeley.